# 褚无量
褚无量（646年—720年3月2日），字弘度，杭州盐官（今浙江省海宁市盐官镇）人，唐朝、武周时期的国子监官员，担任过唐玄宗、废太子李嗣谦（李瑛）父子两代的侍读，玄宗即位后，以师傅恩封舒国公，任国子祭酒。

## 家世
原籍河南阳翟，十一代祖褚盛是后汉吴郡海盐长，子孙遂定居在海盐。五代祖褚阳，官任南齐民部尚书、驸马都尉，嗣封钱唐侯，高祖褚辽民，南梁鄱阳王国常侍，曾祖褚仁弘，南陈始兴王法曹参军、暨阳令，祖父褚范，隋豫章郡丞，父褚义宗，唐朝赠和州刺史。

## 生平
褚无量自幼孤贫，但他励志好学。他家临近临平湖，有次传闻湖中有龙相斗，全乡之人倾巢前往观看，时年十二的褚无量却在家中读书，岿然不动。他从吴兴沈子山、吴郡曹福学五经，又从吴郡张嘉会学习历史，成人后，对《三礼》及《史记》尤其精通。唐高宗年间，褚无量中明经，拜为成均馆直讲。后转任右鹰扬卫的仓曹参军，仍兼任直讲。此后升为助教，直至国子博士。景龙三年（709年），迁国子司业，兼崇文馆学士。同年，唐中宗祭祀南郊，他与国子祭酒祝钦明、司业郭山恽辩论是否让武皇后为祭祀的亚献，但左仆射韦巨源等禀承皇帝的意思，没有采纳他的建议。不久他就以母老请求停官归侍。
唐睿宗景云初年，李隆基为太子时，将褚无量召回任国子司业，兼皇太子侍读，他撰写《翼善记》进献，受到太子回书嘉劳。太极元年（712年），皇太子在国子监亲自释奠，令无量讲解《老经》、《礼记》，令观者叹服，进授银青光禄大夫，并赐以章服，以及彩绢百段。
玄宗即位后，褚无量迁任玄宗长子郯王李嗣直的师傅，兼国子祭酒。不久寻以师傅恩迁左散骑常侍，仍兼国子祭酒，封舒国公，实封二百户。后母丧去职，因鹿群不再吃其母墓地上的树叶而终身不食鹿肉。三年丧期过后，仍然任左散骑常侍和侍读。皇帝以其年老，每次随仪仗出入，特许他缓行，又为他造腰舆，令太监们抬着他到内殿。对他上奏的奏章也多见纳用。
褚无量见宫中内库的藏书逐渐散落缺失，于是向玄宗奏请重新缮写刊校，在东都洛阳乾元殿前将书架依次排列，广采天下异本，大加搜写，数年间，四部图书整理完备，开元六年（718年），玄宗回到京城长安，又叫他在丽正殿继续整理长安的藏书，皇太子李嗣谦（后改名李瑛）及郯王李嗣直等五人，年近十岁，尚未上学，褚无量缮写《论语》、《孝经》各五本献给玄宗提醒皇子的教育。玄宗看后说道：“吾知无量意无量。”于是选择国子博士郄恆通、郭谦光、左拾遗潘元祚等，为太子及郯王等人的侍读。七年，下诏让太子去国子监举行齿胄（太子入学）之礼，褚无量登座说经，百官观礼。
开元八年正月十六日（720年3月2日）卒于长安崇仁里府第，年七十五。临终遗言以丽正殿图书未能完成为恨。赠礼部尚书，谥曰文。
褚无量和马怀素作为唐玄宗早期太子时期的侍读，礼遇要远超后来的侍读秘书少监康子原、国子博士侯行果等人。
著作有《储君翼善》二十篇、《帝王要览》二十二卷、《帝王纪录》二卷、《心境》三十篇、删正《论语》、《孝经》疏各一部。死后众学士在书殿中得到其《讲史记至言》十二卷。

## 家庭
- 长子河南渑池主簿褚庭询，袭舒国公，天宝七载终历阳郡太守，年六十六。
- 次子左拾遗褚庭诲，
- 次子京兆渭南县尉褚庭宾